# Schankerlaubnissteuer
Die Schankerlaubnissteuer ist eine Kommunalabgabe (und rechtlich keine Gemeindesteuer). Gegenstand ist die Erlangung einer Erlaubnis zum Betrieb einer Gastronomie. Grund dafür sind besondere Vorschriften für diese Branche, da – insbesondere in Verbindung mit Alkoholkonsum – gesundheitspolitische Interessen der Allgemeinheit betroffen sind. Vor diesem Hintergrund kann die Schankerlaubnissteuer als eine Ordnungssteuer betrachtet werden.
Die Steuer wird von den Gastronomiewirten selbst übernommen. Bezugsgröße ist in der Regel der Umsatz des Eröffnungsjahres oder des darauf folgenden Kalenderjahres, von dem ein bestimmter Prozentsatz (variiert zwischen 2 und 30 Prozent) abzuführen ist.
Rechtsgrundlage sind kommunale Satzungen, die aufgrund der Kommunalabgabengesetze der Länder erlassen werden. Es handelt sich um eine Verkehrsteuer.
Das Aufkommen betrug 2006 rund 0,6 Mio. Euro. Es handelt sich damit um eine Bagatellsteuer.

## Geschichte
Der Betrieb von Gaststätten war bereits im Mittelalter ein gutes Geschäft, das dementsprechend von den Städten über „Schankgelder“ oder „Zapfgelder“ besteuert wurde. Im 19. Jahrhundert wurden diese kommunalen Abgaben zum Teil in den Stempelabgabengesetze der deutschen Staaten berücksichtigt. Preußen führte 1906 das „Kreis-Provinzial-Abgabengesetz“ ein und übernahm die Stempelabgabe als kommunale „Konzessionsteuer“. Mit dem preußischen Finanzausgleichsgesetz von 1938 ging das Erhebungsrecht auf die Stadt- und Landkreise über. Nach 1945 wurde die Schankerlaubnissteuer als kommunale Verbrauch- und Aufwandsteuer in den Kommunalabgabengesetzen verankert.